# Al-Bahah (provincie)
Al-Bahah (Arabisch: الباحة, Al Bāḩah) is een provincie van Saoedi-Arabië. De provincie Al Bahah ligt in het zuiden van Saoedi-Arabië dicht bij Mekka. De hoofdstad van deze provincie heet ook Al-Bahah. Een andere stad in deze provincie is Baljorashi. Baljorashi is bekend van sooqe as-sabt ("zaterdagmarkt"), een traditionele markt.
Al Bahah · Al Hudud ash Shamaliyah · Al Jawf · Al Qasim · Ash-Sharqiyah · Asir · Hail · Jizan · Medina · Mekka · Najran · Riyad · Tabuk